# Landkreis Lindau
Landkreis Lindau (Bodensee) ligger i den sydvestlige del af Regierungsbezirk Schwaben, i den tyske delstat Bayern. Nabokreise er mod nord landkreisene Bodenseekreis og Ravensburg i delstaten Baden-Württemberg, mod øst Landkreis Oberallgäu og mod syd den Østrigske delstat Vorarlberg. Mod sydvest har kreisen en naturlig grænse med bredden af Bodensøen, hvor administrationsbyen (Kreisstadt) Lindau ligger, delvis på en ø.

## Geografi
Den sydvestlige del af landkreisen består af bredden af Obersees, der er den østlige og dybeste del af Bodensøen. PÅ en ø i søen ligger den gamle bydel af Lindau. Mod vest ligger Bad Schachen (en bydel i Lindau), Bodolz, Wasserburg (Bodensee) og Nonnenhorn. Søbredderne er ud over turisttrafik præget af fiskerierhverv og vinavl. Mod nordøst er der et bakkeland med randmoræne og drumliner. Den østlige del er præget af landskabet i det vestlige Allgäu. Bjergryggene af Pfänderbjergene løber i nordnordøstlig retning i en højde af over 700 meter. Mod øst er der flere parallelle bjergkamme. Derudover grænser landkreisen også til regionen Vorarlberg i Østrig og over Bodensøen til de schweiziske kantoner St. Gallen og Thurgau.

## Byer og kommuner
Landkreis Lindau er inddelt i 19 kommuner, deraf 2 byer, 3 købstæder (markt) og 14 kommuner med 3 Verwaltungsgemeinschafte (med i alt 9 medlemskommuner).
Kreisen havde 81669  indbyggere pr.  2018-12-31

| Byer 1. Lindau (Bodensee), Große Kreisstadt (25490) 2. Lindenberg im Allgäu (11546) Købstæder (markt) 1. Heimenkirch (3584) 2. Scheidegg (4264) 3. Weiler-Simmerberg (6284) Kommuner 1. Bodolz (3048) 2. Gestratz (1280) 3. Grünenbach (1460) 4. Hergatz (2427) 5. Hergensweiler (1886) 6. Maierhöfen (1598) 7. Nonnenhorn (1754) 8. Oberreute (1662) 9. Opfenbach (2290) 10. Röthenbach (Allgäu) (1845) 11. Sigmarszell (2947) 12. Stiefenhofen (1857) 13. Wasserburg (Bodensee) (3825) 14. Weißensberg (2622) Verwaltungsgemeinschafte 1. Argental (Kommunerne Gestratz, Grünenbach, Maierhöfen og Röthenbach (Allgäu)) 2. Sigmarszell (Kommunerne Hergensweiler, Sigmarszell ogWeißensberg) 3. Stiefenhofen (Kommunerne Oberreute og Stiefenhofen) |